# Síntesis de cetonas de Blaise
La Síntesis de cetonas de Blaise es una reacción orgánica de un  cloruro de acilo con un organozinc para dar como resultado una cetona.

## Mecanismo
El mecanismo consiste en la formación del organozinc, el cual ataca el carbonilo del halogenuro de acilo para formar un intermediario tetraédrico similar al del reactivo de Grignard o a los reactivos de Gilman. Posteriormente por un mecanismo de eliminación, se obtiene el dihalogenuro de zinc y la cetona. Dado que el zinc es un ácido de Lewis blando, su compuesto organometálico no reacciona con la cetona formada, a diferencia del reactivo de Grignard. 

## Variaciones

### Reacción de Blaise-Maire
La Reacción de Blaise-Maire es la reacción de Blaise, empleando en este caso cloruros de ácido β-hidroxiacilo  para dar la β-hidroxicetona, la cual es convertida en la cetona α,β-insaturada en presencia de ácido sulfúrico.
AcOCH2CHRCOCl + R1ZnCl → AcOCH2CHRCOR1 → HOCH2CHRCOR1 → H2C=CRCOR1